# Park Hee-soon
Park Hee-soon (hangul: 박희순, hanja: 朴喜洵, RR: Bak Hui-sun; 13 de febrero de 1970) es un veterano actor surcoreano.

## Biografía
Estudió teatro en el Instituto de las Artes de Seúl (Seoul Institute of The Arts).
Es amigo de músico surcoreano Gil (Gil Seong-joon), las actrices Jang Na-ra y Cho Yeo-jeong, y de la rapera Jessi.
En 2009 comenzó a salir con la actriz Park Ye-jin, la pareja finalmente se casó en junio de 2015.

## Carrera
Desde noviembre de 2021 es miembro de la agencia SALT Entertainment. Previamente fue miembro de la agencia "King Kong by Starship" (previamente conocida como "King Kong Entertainment") de Starship Entertainment.
El 27 de diciembre de 2007 apareció en la película Hansel and Gretel donde dio vida al decano Byun, un hombre que aunque parece ser amigable en realidad es un líder de un culto religioso y un asesino en serie.
En abril de 2013 se unió al elenco principal de la serie All About My Romance donde interpretó a Song Joon-ha, un fiscal que se convierte en el socio de Noh Min-young (Lee Min-jung), hasta el final de la serie en mayo del mismo año.
El 24 de diciembre del mismo año apareció como parte del elenco principal de la película The Suspect donde dio vida a Min Se-hoon, un operativo del Servicio Nacional de Inteligencia de Corea del Sur (NIS) degradado a sargento de instrucción después de una misión fallida.
El 28 de marzo de 2015 se unió al elenco principal de la serie Missing Noir M (también conocida como "The Missing") donde interpretó al oficial Oh Dae-yeong, un detective con muchos años de experiencia en el campo y un fuerte sentido de la justicia, hasta el final de la serie en mayo del mismo año.
El 23 de agosto de 2017 apareció como parte del elenco principal de la película V.I.P. donde dio vida a Ri Dae-bum, un oficial de policía de Corea del Norte que cruza en secreto la frontera hacia el Sur para localizar a Kim Kwang-il (Lee Jong-suk).
El 3 de octubre del mismo año apareció como parte del elenco principal de la película The Fortress donde interpretó a Lee Shi-baek, el jefe de las Fuerzas Armadas de Joseon que defiende silenciosamente la fortaleza de la montaña en el frío extremo.
El 27 de diciembre del mismo año apareció como parte del elenco principal de la película 1987: When the Day Comes, donde dio vida al teniente Jo Han-kyung.  
El 5 de abril de 2019 se unió al elenco principal de la serie Beautiful World donde interpretó a Park Moo-jin, un maestro de educación física y el padre de Sung-ho (Nam Da-reum) y Soo-ho (Kim Hwan-hee), quien junto a su familia busca descubrir la verdad detrás del ataque de su hijo, hasta el final de la serie el 25 de mayo del mismo año.
El 31 de agosto de 2021 se confirmó su participación como protagonista en la serie Una familia ejemplar, con el papel del subjefe de una banda de narcotraficantes. El 15 de octubre del mismo año apareció como parte del elenco principal de la serie My Name (también conocida como "Nemesis") donde dio vida a Choi Moo-jin, el jefe de "Dong Cheon Pa" la red de drogas más grande de Corea.

## Filmografía

### Series de televisión
| Año     | Título                 | Personaje         | Canal         | Notas                   | Ref.                 |
| ------- | ---------------------- | ----------------- | ------------- | ----------------------- | -------------------- |
| 2007    | Reservoir              |                   |               | Drama City              |                      |
| 2007    | Evasive Inquiry Agency | Baek Min-chul     |               | 16 episodios            |                      |
| 2013    | All About My Romance   | Song Joon-ha      |               | 16 episodios            |                      |
| 2015    | Missing Noir M         | Det. Oh Dae-yeong |               | 10 episodios            | [ 19 ]               |
| 2019    | Beautiful World        | Park Moo-jin      |               | 16 episodios            | [ 20 ]               |
| 2021    | My Name                | Choi Moo-jin      |               |                         | [ 21 ]               |
| 2021    | Dr. Brain              | Lee Kang-moo      |               |                         | [ 22 ]               |
| 2022    | Moving                 | Kim Deok-yoon     | jTBC, Disney+ |                         | [ 23 ] [ 24 ]        |
| 2022    | Una familia ejemplar   | Gwang-cheol       | Netflix       | Serie web, 10 episodios | [ 25 ] [ 16 ]        |
| 2022-23 | El tranvía             | Nam Joong-do      | SBS           | 16 episodios            | [ 26 ]               |
| 2024    | El legado              | Choi Sung-jun     | Netflix       | Serie web, 6 episodios  | [ 27 ] [ 28 ] [ 29 ] |

### Películas
| Año  | Título                            | Personaje                             | Notas                                                                             |
| ---- | --------------------------------- | ------------------------------------- | --------------------------------------------------------------------------------- |
| 2019 | Bank of Seoul                     | Seong-jae                             | junto a Yang Dong-geun, Lee Gi-young, Kim So-hye y Cha Soon-bae                   |
| 2019 | Jesters: The Game Changers        | Rey Sejo                              |                                                                                   |
| 2019 | Sun-Kissed Family                 | Joon-ho                               | junto a Jin Kyung, Hwang Jin-hee, Jang Sung-bum, Yoon Bo-ra y Lee Go-eun          |
| 2019 | A Haunting Hitchhike              | Hyung-woong                           |                                                                                   |
| 2019 | The Battle: Roar to Victory       | Soldado Capturado de la Independencia | junto a Yoo Hae-jin, Jo Woo-jin y Ryu Jun-yeol - (aparición especial)             |
| 2018 | The Clowns                        | -                                     |                                                                                   |
| 2018 | Revenger                          | Carlos                                | junto a Khan Bruce, Yoon Jin-seo, Kim In-kwon y Park Chul-min                     |
| 2018 | Monstrum                          | Rey Jungjong                          | junto a Kim Myung-min, Kim In-kwon, Lee Hye-ri y Choi Woo-shik                    |
| 2018 | The Witch: Part 1. The Subversion | Mr. Choi                              | junto a Kim Da-mi, Jo Min-su, Choi Woo-shik, Go Min-si y Choi Jung-woo            |
| 2018 | Snatch Up                         | Detective Choi                        | junto a Kim Mu-yeol, Lee Geung-young, Jun Kwang-ryul y Im Won-hee                 |
| 2017 | 1987: When the Day Comes          | Teniente Jo Han-kyung                 | junto a Kim Yoon-seok, Ha Jung-woo, Yoo Hae-jin, Kim Tae-ri y Lee Hee-joon        |
| 2017 | The Fortress                      | Lee Shi-baek                          | junto a Lee Byung-hun, Kim Yoon-seok, Park Hae-il y Go Soo                        |
| 2017 | V.I.P.                            | Ri Dae-bum                            | junto a Jang Dong-gun, Kim Myung-min y Lee Jong-suk                               |
| 2016 | The Age of Shadows                | Kim Jang-ok                           | junto a Song Kang-ho, Gong Yoo, Han Ji-min, Uhm Tae-goo y Shin Sung-rok           |
| 2016 | Detour                            | Soo-tak                               |                                                                                   |
| 2013 | The Suspect                       | Min Se-hoon                           | junto a Gong Yoo, Jo Sung-ha, Yoo Da-in, Kim Sung-kyun y Jo Jae-yoon              |
| 2013 | You Are More Than Beautiful       | Cheol-soo                             | junto a Gong Hyo-jin - (corto)                                                    |
| 2013 | Behind the Camera                 | -                                     |                                                                                   |
| 2012 | Cine Note                         | -                                     | (corto)                                                                           |
| 2012 | The Scent                         | Kang Seon-woo                         | junto a Park Si-yeon, Joo Sang-wook, Kim Jung-tae y Lee Han-wi                    |
| 2012 | Gabi                              | Rey Gojong                            | junto a Kim So-yeon, Joo Jin-mo y Yoo Sun                                         |
| 2011 | The Client                        | Ahn Min-ho                            | junto a Jang Hyuk, Ha Jung-woo, Sung Dong-il y Kim Sung-ryung                     |
| 2011 | The Showdown                      | Heon-myung                            | junto a Jin Goo, Ko Chang-seok, Kim Kap-soo, Jang Hee-jin y Choi Il-hwa           |
| 2010 | A Barefoot Dream                  | Kim Won-kang                          | junto a Ko Chang-seok, Francisco Varela, Junior Da Costa y Im Won-hee             |
| 2009 | A Million                         | Jang Min-cheol                        | junto a Park Hae-il, Shin Min-ah, Lee Min-ki, Lee Chun-hee y Jung Yu-mi           |
| 2009 | Why Did You Come to My House?     | Kim Byeong-hee                        |                                                                                   |
| 2009 | The Scam                          | Hwang Jong-gu                         | junto a Park Yong-ha, Kim Min-jung, Kim Mu-yeol y Jo Jae-yoon                     |
| 2008 | My Friend and His Wife            | Jae-moon                              |                                                                                   |
| 2008 | BA:BO                             | Sang-soo                              |                                                                                   |
| 2007 | Hansel and Gretel                 | Diácono Byun                          | junto a Chun Jung-myung, Eun Won-jae, Shim Eun-kyung, Jin Ji-hee y Jang Young-nam |
| 2007 | Seven Days                        | Det. Kim Seong-yeol                   | junto a Yunjin Kim, Kim Mi-sook, Choi Moo-sung y Jang Hang-sun                    |
| 2005 | Love Talk                         | -                                     |                                                                                   |
| 2005 | Antarctic Journal                 | Lee Young-min                         | junto a Song Kang-ho, Yoo Ji-tae y Choi Deok-moon                                 |
| 2004 | A Family                          | Chang-won                             | junto a Soo Ae, Joo Hyun, Park Ji-bin y Uhm Tae-woong                             |
| 2003 | So Cute                           | -                                     |                                                                                   |
| 2002 | Boss X File                       | -                                     |                                                                                   |
| 2002 | Three                             | Esposo de Hyun-joo                    | junto a Jeong Bo-seok, Kim Hye-soo, Choi Jung-won y Moon Jeong-hee                |
| 1994 | 2001 Imagine                      | -                                     | (corto)                                                                           |
| 1994 | Sado Sade Impotence               | -                                     |                                                                                   |

### Programas de variedades
| Año        | Título                                           | Notas                                           |
| ---------- | ------------------------------------------------ | ----------------------------------------------- |
| 2020       | Summer Vacation                                  | (ep. #5-7) - invitado                           |
| 2019       | Movie Room Season 2                              | (ep. #89) - invitado                            |
| 2019       | My Little Old Boy                                | (ep. #129-130) - presentador invitado           |
| 2013       | Running Man                                      | (ep. #175) - invitado                           |
| 2009, 2019 | Happy Together Season 4 Happy Together: Season 3 | (ep. #581 (24)) - invitado (ep. #83) - invitado |

### Aparición en videos musicales
| Año  | Intérprete(s)               | Canción                                         | Notas |
| ---- | --------------------------- | ----------------------------------------------- | ----- |
| 2011 | Wheesung ft. Yong Jun-hyung | "Words That Freeze My Heart" (가슴 시린 이야기) |       |
| 2010 | Narsha                      | "Bbi-ri-bop-a" (삐리빠빠)                       |       |
| 2003 | Jeong Jae-il (정재일)       | "눈물꽃"                                        |       |

### Teatro
| Año  | Título                                                                                                  | Personaje | Notas |
| ---- | --- | --------- | ----- |
| 2014 | Baekma River in the Moonlight (백마강 달밤에)                                                           | -         |       |
| 2005 | Closer (클로저)                                                                                         | -         |       |
| 2004 | 줄리에게 박수를                                                                                         | -         |       |
| 2003 | Art (비언소, 아트)                                                                                      | -         |       |
| 1998 | Birds Don't Use the Crosswalk (새들은 횡단보도를 건너지 않는다)                                         | -         |       |
| 1995 | Romeo and Juliet (로미오와 줄리엣)                                                                      | -         |       |
| 1990 | The Reason Shim Chung Threw Herself Into the Indang Sea Twice (심청이는 왜 두번 인당수에 몸을 던졌는가) | -         |       |
| -    | Intimacy Between Father and Son                                                                         | -         |       |
| -    | 아침 한 때 눈이나 비                                                                                    | -         |       |
| -    | 코소보 그리고 유랑                                                                                      | -         |       |
| -    | Cheonmado                                                                                               | -         |       |
| -    | Lifecord                                                                                                | -         |       |
| -    | 천년의 수인                                                                                             | -         |       |
| -    | Chunpung's Wife                                                                                         | -         |       |
| -    | The Threepenny Opera                                                                                    | -         |       |
| -    | This Love with a Fox                                                                                    | -         |       |
| -    | Bellflower                                                                                              | -         |       |
| -    | Vinyl House                                                                                             | -         |       |
| -    | Bieonso                                                                                                 | -         |       |

### Musicales
| Año  | Título                | Personaje | Notas |
| ---- | --------------------- | --------- | ----- |
| 2004 | Greece                | -         |       |
| 2002 | The Rocky Horror Show | -         |       |

### Director
| Año  | Título   | Notas     |
| ---- | -------- | --------- |
| 2015 | 무한동력 | (musical) |

### Presentador
| Año  | Evento                  | Notas                    |
| ---- | ----------------------- | ------------------------ |
| 2022 | 36th Golden Disc Awards | presentador de categoría |

### Anuncios
| Año  | Título                   | Notas     |
| ---- | ------------------------ | --------- |
| 2020 | 던전 앤 파이터, 그랑사가 | (musical) |
| 2019 | PlayStation 4            |           |

### Revistas / sesiones fotográficas
| Año  | Título                | Notas                                                               |
| ---- | --------------------- | ------------------------------------------------------------------- |
| 2017 | Magazine M and Cine21 | junto a Jang Dong-gun, Kim Myung-min y Lee Jong-suk - (volumen 227) |
| 2015 | 1st Look              | junto a Kim Kang-woo                                                |

## Premios y nominaciones
| Año  | Categoría                                                | Premio                                | Trabajo                      | Resultado |
| ---- | -------------------------------------------------------- | ------------------------------------- | ---------------------------- | --------- |
| 2018 | Best Supporting Actor (Film)                             | 54th Baeksang Arts Award              | 1987: When the Day Comes     | Ganó      |
| 2014 | Best Supporting Actor                                    | 9th Max Movie Award                   | The Suspect                  | Nominado  |
| 2010 | Best Leading Actor                                       | 31st Blue Dragon Film Award           | A Barefoot Dream             | Nominado  |
| 2010 | Best Actor                                               | 47th Grand Bell Award                 | A Barefoot Dream             | Nominado  |
| 2010 | Best Actor                                               | 8th Korean Film Award                 | A Barefoot Dream             | Nominado  |
| 2009 | Best Supporting Actor                                    | 17th Chunsa Film Art Award            | The Scam                     | Ganó      |
| 2008 | Best Supporting Actor                                    | 17th Buil Film Award                  | Seven Days                   | Nominado  |
| 2008 | Best Supporting Actor                                    | 4th University Film Festival of Korea | Seven Days                   | Ganó      |
| 2008 | Best Supporting Actor                                    | 7th Korean Film Award                 | Seven Days                   | Ganó      |
| 2008 | Best Supporting Actor                                    | 9th Busan Film Critics Award          | Seven Days                   | Ganó      |
| 2008 | Best Supporting Actor                                    | 29th Blue Dragon Film Award           | Seven Days                   | Ganó      |
| 2007 | Excellence Award, Actor in a One-Act/Special/Short Drama | 2007 KBS Drama Award                  | Drama City - "The Reservoir" | Nominado  |
| 2004 | Best New Actor                                           | 3rd Korean Film Award                 | A Family                     | Nominado  |